# Berezna
Berezna (în ucraineană Березна) este o așezare de tip urban din raionul Mena, regiunea Cernihiv, Ucraina. În afara localității principale, nu cuprinde și alte sate.

## Demografie
Componența lingvistică a așezării de tip urban Berezna
     Ucraineană (97,79%)
     Rusă (2,08%)
     Alte limbi (0,13%)
Conform recensământului din 2001, majoritatea populației așezării de tip urban Berezna era vorbitoare de ucraineană (97,79%), existând în minoritate și vorbitori de rusă (2,08%).